# 924 Toni
924 Toni este un asteroid din centura principală, descoperit pe 20 octombrie 1919, de Karl Reinmuth.